# Coelioxys intacta
Coelioxys intacta är en biart som beskrevs av Heinrich Friese 1923. Coelioxys intacta ingår i släktet kägelbin, och familjen buksamlarbin. Inga underarter finns listade i Catalogue of Life.